# Paul Haggis
Paul Edward Haggis (London, 10 maart 1953) is een Canadees filmregisseur, scenarioschrijver en filmproducent met jarenlange ervaring als televisie-scenarist en regisseur. Hij schreef het scenario voor talloze succesfilms in het eerste decennium van de 21e eeuw, en won twee Oscars voor zijn film Crash. In november 2022 werd hij veroordeeld tot het betalen van een schadevergoeding van totaal 10 miljoen VS-dollar aan een vrouw die hij in 2013 na een première in New York verkracht heeft.

## Filmografie

### Scenario
- Red Hot (1993)
- Million Dollar Baby (2004)
- Crash (2005)
- Flags of Our Fathers (2006)
- Letters from Iwo Jima (2006)
- Casino Royale (2006)
- The Last Kiss (2006)
- In the Valley of Elah (2007)
- Quantum of Solace (2008)
- Terminator Salvation: The Future Begins (2009)

### Regie
- Red Hot (1993)
- Crash (2005)
- In the Valley of Elah (2007)
- The Next Three Days (2010)
- Third Person (2013)

### Televisie
- thirtysomething (supervising producer, writer, director)
- EZ Streets (creator, executive producer)
- The Black Donnellys
- Walker, Texas Ranger (co-creator)
- Due South (creator)

### Prijzen en nominaties
Oscars
- 2005
  - Oscar voor Beste Bewerkte Scenario - Million Dollar Baby (genomineerd)
- 2006
  - Oscar voor Beste Film - Crash (gewonnen, gedeeld met Cathy Schulman)
  - Oscar voor Beste Originele Scenario - Crash (gewonnen, gedeeld met Robert Moresco)
  - Oscar voor Beste Regie - Crash (genomineerd)
- 2007
  - Oscar voor Beste Originele Scenario - Letters from Iwo Jima (genomineerd, gedeeld met Iris Yamashita)

BAFTA's
- 2006
  - BAFTA Award voor Beste Originele Scenario - Crash (gewonnen, gedeeld met Robert Moresco)
  - David Lean Award voor Beste Regie - Crash (genomineerd)
- 2007
  - Alexander Korda Award voor Beste Britse Film - Casino Royale (genomineerd, gedeeld met Michael G. Wilson, Barbara Broccoli, Martin Campbell, Neal Purvis, Robert Wade)
  - BAFTA Award voor Beste Bewerkte Scenario - Casino Royale (genomineerd, gedeeld met Neal Purvis, Robert Wade)

Golden Globes
- 2006
  - Golden Globe voor Beste Scenario - Crash (genomineerd, gedeeld met Robert Moresco)

Filmfestival van Venetië
- 2007
  - SIGNIS Award voor In the Valley of Elah (gewonnen)
  - Gouden Leeuw voor In the Valley of Elah (genomineerd)